# A8 (Letland)
De A8 is een hoofdweg in Letland die Riga verbindt met Meitene aan de Litouwse grens. In Litouwen sluit de weg aan op de A10 naar Vilnius. De weg is een onderdeel van de E77 tussen Pskov en Boedapest en van de verbinding Kaliningrad-Riga.  
De A8 begint in Riga en loopt via Jelgava naar de Litouwse grens. De A8 is 76,1 kilometer lang.

## Geschiedenis
In de tijd van de Sovjet-Unie was de A8 onderdeel van de Russische A216. Deze weg liep van Gvardejsk, ten oosten van Kaliningrad naar Riga. Na de val van de Sovjet-Unie in 1991 en de daaropvolgende onafhankelijkheid van Letland werden de hoofdwegen omgenummerd om een logische nationale nummering te krijgen. De A216 kreeg het nummer A8.
A1 · A2 · A3 · A4 · A5 · A6 · A7 · A8 · A9 · A10 · A11 · A12 · A13 · A14 · A15